# Wolfram Hader
Wolfram Hader (* 1968 in Stuttgart) ist ein deutscher Musikwissenschaftler, Chorleiter und Musikverleger.

## Leben
Wolfram Hader, Sohn des Komponisten Widmar Hader, studierte Musikwissenschaft und Neuere Geschichte an der Eberhard-Karls-Universität Tübingen. Er war Wissenschaftlicher Mitarbeiter bei Thomas Kohlhase in der Redaktion der Denkmälerreihe „Das Erbe deutscher Musik“ in Tübingen. Mit einer Dissertation über Requiem-Vertonungen in der Dresdner Hofkirchenmusik von 1720 bis 1764 wurde er in Tübingen promoviert.
Zum 300. Geburtstag Johann Adolph Hasses fertigte Wolfram Hader eine Ausgabe des Requiems Es-Dur an, die in einer ersten Wiederaufführung 1999 durch den Bergedorfer Kammerchor in St. Jacobi Hamburg stattfand.
Seit 1998 leitet Wolfram Hader das Ensemble Moravia Cantat, das Werke böhmischer Musiktradition aufarbeitet und aufführt, wie beispielsweise Ukvalske pisně von Leoš Janáček und die Sechs jiddischen Lieder von Viktor Ullmann. Weiter erarbeitete Hader mit Moravia Cantat ein Programm mit jüdischer Musik aus den böhmischen Ländern mit synagogaler Musik der jüdischen Liturgie und Chorwerken jüdischer Kantoren aus Böhmen und Mähren wie auch Orgelwerken des deutsch-jüdischen Komponisten Louis Lewandowski. Zudem engagiert sich Harder im Interreligiösen Chor Frankfurt (IRCF).
2004 gründete Hader den Laurentius-Musikverlag in Frankfurt am Main.
In Kooperationen mit der Heinrich-Simbriger-Stiftung und dem Sudetendeutschen Musikinstitut sowie Thomas Emmerig wurden von Hader zahlreiche Ausgaben mit Werken sudetendeutscher Komponisten veröffentlicht.
Wolfram Hader wurde 2016 als ordentliches Mitglied der Klasse der Künste und Kunstwissenschaften der Sudetendeutschen Akademie der Wissenschaften und Künste berufen. Seit 2019 ist er Sekretar der Klasse der Künste und Kunstwissenschaften.

## Ehrungen und Auszeichnungen
- 2003 Adolf-Klima-Preis der Sudetendeutsche Akademie der Wissenschaften und Künste
- 2011 Südmährischer Kulturpreis
- 2019 Kulturpreis für Literatur und Publizistik des Sudetendeutschen Kulturpreises 2019 der Sudetendeutschen Landsmannschaft und des Freistaates Bayern[4]

## Schriften
- Requiem-Vertonungen in der Dresdner Hofkirchenmusik von 1720 bis 1764. Schneider, Tutzing 2001, ISBN 3-7952-1058-5.
- Festschrift zum 70. Geburtstag von Widmar Hader. ConBrio Verlag, Regensburg 2011, ISBN 978-3-940768-28-5.